# ジャンパオロ・パッツィーニ
ジャンパオロ・パッツィーニ（Giampaolo Pazzini, 1984年8月2日 - ）は、イタリア・ペーシャ出身で元同国代表の元サッカー選手。現役時代のポジションはフォワード。

## クラブ経歴

### アタランタ
アタランタBCの下部組織出身。U-11 EUROPE CUPに出場した際には、大会の最優秀選手に選出され、U-16イタリア代表から各世代の代表に招集されるなど、早くから才能を認められていた。2003-2004シーズンにトップチームに昇格し、セリエB39試合出場で9得点。チームの昇格に貢献した。また、UEFA主催のUEFA U-19欧州選手権2003にU-19イタリア代表として出場し、優勝している。セリエAで迎えた翌シーズンは、前半戦で12試合出場、3得点。2005年1月12日、移籍金650万ユーロでACFフィオレンティーナに移籍。

### フィオレンティーナ
2004-05シーズン（後半）
敵地でのユヴェントスFC戦でゴールを決め、移籍早々にフィオレンティーナファンの心を掴んだ。後半戦では14試合に出場し、3得点を挙げた。
2005-06シーズン
このシーズンに31得点しゴールデンシューを獲得したルカ・トーニの控えに甘んじるも、2番手ストライカーの座をヴァレリ・ボジノフと争った。ユヴェントス戦やインテル・ミラノ戦等のビッグクラブ相手の得点が高く評価され、セリエA最優秀若手賞（カルチョ・オスカー）を受賞している。途中交代での出場など出場時間は限られていたが、26試合に出場、5得点しており、どれも重要なゴールであった。
2006-07シーズン
開幕前にU-21イタリア代表の試合で負った怪我のため長期間離脱し、前半戦を棒に振る。復帰1戦目の古巣アタランタ戦においてドッピエッタ（2得点）を記録した。復帰後は、トーニの控えであり続ける事に不満を訴え、冬の移籍市場でのレンタル移籍を志願するも、アドリアン・ムトゥ等のチームメイトやチェーザレ・プランデッリ監督の説得に応じ、シーズン終了まで残留した。最終的にこのシーズンは24試合出場、7得点している。
2007-08シーズン
ルカ・トーニの移籍にともない、チェーザレ・プランデッリ監督はパッツィーニをレギュラーに指名。リーグ戦9得点、カップ戦3得点という成績で、プランデッリ監督が設定した「シーズン12ゴール」の目標をクリアした。しかし、ヨーロッパの舞台（UEFAカップ）で無得点に終わり、トーニの代役としては明らかに物足りないという評価も受けた。
2008-09シーズン（前半）
プランデッリの愛弟子でイタリア代表のFWアルベルト・ジラルディーノが加入したため控えに回る。シーズン前半から出場機会を求めて移籍を志願し、2009年1月14日にUCサンプドリアに移籍することが決定した。

### サンプドリア
シーズン途中加入ながら背番号10番を託されると、アントニオ・カッサーノとのコンビでゴールを量産。後半戦のみで19試合出場11得点を記録し期待に応えた。翌2009-10シーズンはキャリア最高となる37試合出場19得点の成績を挙げ、サンプドリアのエースに成長した。2011年1月28日、インテル・ミラノへの移籍が発表された。

### インテル

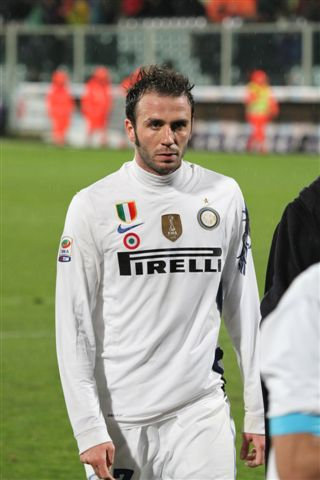
インテルでのパッツィーニ

移籍から2日後に行われたパレルモ戦に途中出場し、2ゴールとペナルティーキック獲得の活躍でチームの逆転勝利に貢献した。
2011年5月1日、ACチェゼーナ戦に途中出場。当時16位の相手にチームは決定的なチャンスを作れず後半45分まで0-1とリードを許していたが、約5分のロスタイムで立て続けに2ゴールを決め逆転勝利の立役者となった。結局17試合で11ゴールを挙げ後半戦巻き返しに一役買った。しかし、2011-12シーズンは一転して不振に陥り5得点に留まり、チームも6位に終わった。
2012年8月22日、サンプドリアでコンビを組んでいたアントニオ・カッサーノとのトレードにインテルとACミランが合意した。

### ミラン
8月26日の古巣サンプドリアとの開幕戦で途中出場し、ミランでのデビューを飾る。続く9月1日のボローニャFC戦では移籍後初ゴールを含む3得点を記録した。
結局、先発出場が15試合のみと出場機会は限られたが、ステファン・エル・シャーラウィの16得点に次ぐ、チーム2位の15得点と2年ぶり二桁得点を挙げた。

### エラス・ヴェローナFC
2015年7月11日、エラス・ヴェローナFCへフリートランスファーで加入することが発表。

### レバンテ
2018年1月31日よりスペイン、レバンテへレンタルで移籍、2月3日のレアル・マドリードとの対戦で1点ビハインドの77分から途中出場し、デビュー戦で2-2の同点とする貴重なゴールを決めた

## 代表経歴

### U-21イタリア代表
2007年3月10日、改装工事明けのウェンブリー・スタジアムで行われたU-21イングランド代表対U-21イタリア代表のフレンドリーマッチに先発出場。スタジアム史上最速（試合開始28秒後）で先制点を挙げ、トリプレッタ（3得点）の活躍を見せた。後半に交代しベンチに退く際には、敵地のイングランドサポーターからスタンディングオベーションを受けた。

### イタリア代表
2009年3月22日、マルチェロ・リッピによりフル代表に招集される。3月28日のモンテネグロ戦で代表デビューを果たし、代表初ゴールもマークした。翌年のW杯のメンバーにも選出され、グループリーグのニュージーランド戦で後半途中から出場した。2011年9月6日のEURO2012予選のスロベニア戦では途中出場から85分に決勝点を挙げ、イタリアの本大会出場決定に貢献した。

## 人物
ユース各世代のイタリア代表に招集され、将来を嘱望されてきた選手の一人。2005年にセリエA最優秀若手賞（オスカル・デル・カルチョ）を受賞。2009年にはA代表デビューを果たした。愛称はパッツォ (Pazzo) 。

## 備考

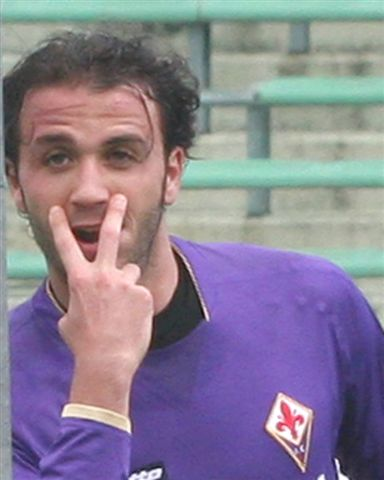
得点後のゴールパフォーマンス

- 得点後、時折みせるゴールパフォーマンス（人差し指と中指をそれぞれ両目の下にあてがう）は「今のゴール見た!?」というアピールである。勝敗を決める得点や、アクロバティックなゴールを決めた際に行うことが多い。
- フィオレンティーナ時代の同僚であるルカ・トーニとは公私ともに仲が良く、EURO2008予選のスコットランド代表戦でトーニがドッピエッタ（2得点）すると、インタビューにおいてお互いを称え合っている。パッツィーニが移籍を志願した際にはトーニはパッツィーニを擁護し、年越しを一緒に過ごす等、師弟関係にも似た友情を築いている。2015年には6年ぶりにエラス・ヴェローナで同僚となった。
- アタランタ下部組織や各アンダー世代の代表などでも同僚であるリッカルド・モントリーヴォとも仲が良い。パッツィーニとモントリーヴォは背格好が似ていることから、彼等の名前を繋げたパッツォリーヴォ (Pazzolivo) として、フィオレンティーナのオフィシャルホームページやナイキのCMにおいて、実は同一人物なのではないかというネタにされている[7]。（外部リンク参照）
- 2011年、10年間交際した女性と結婚した[8]。

## 所属クラブ
- アタランタBC 2003-2005.1
- ACFフィオレンティーナ 2005.1-2009.1
- UCサンプドリア 2009.1-2011.1
- インテルナツィオナーレ・ミラノ 2011.1-2012
- ACミラン 2012-2015
- エラス・ヴェローナFC 2015-2020
  -  レバンテUD 2018 (loan)

## 代表歴

### 出場大会
- イタリア代表
  - 2010 FIFAワールドカップ

### 試合数
- 国際Aマッチ 25試合 4得点（2009年-2012年）[9]

| イタリア代表 | 国際Aマッチ | 国際Aマッチ |
| 年           | 出場        | 得点        |
| ------------ | ----------- | ----------- |
| 2009         | 5           | 1           |
| 2010         | 9           | 0           |
| 2011         | 9           | 3           |
| 2012         | 2           | 0           |
| 通算         | 25          | 4           |

## タイトル

### クラブ
インテル
- コッパ・イタリア : 2010-11

### 代表
U-19イタリア代表
- UEFA U-19欧州選手権 : 2003